# Amphiophiura lacazei
Amphiophiura lacazei är en ormstjärneart som först beskrevs av George Richard Lyman 1878.  Amphiophiura lacazei ingår i släktet Amphiophiura och familjen fransormstjärnor. Inga underarter finns listade i Catalogue of Life.